# Juan Foyth
Juan Marcos Foyth (ur. 12 stycznia 1998 w La Placie) – argentyński piłkarz polskiego pochodzenia  występujący na pozycji prawego obrońcy w hiszpańskim klubie Villarreal CF oraz w reprezentacji Argentyny. Posiada również obywatelstwo hiszpańskie. Foyth ma polskie korzenie, jego dziadkowie nosili nazwisko Fojt.

## Kariera klubowa

### Estudiantes La Plata
Foyth jest wychowankiem Estudiantes La Plata, gdzie początkowo grał jako pomocnik.  
W styczniu 2017 został włączony do pierwszej drużyny tego klubu, podpisując dwuipółletni kontrakt. W seniorskiej drużynie zadebiutował 19 marca 2017 w wygranym 1:0 meczu z Club Atlético Patronato.

### Tottenham Hotspur
W sierpniu 2017 podpisał pięcioletni kontrakt z angielskim Tottenham Hotspur. W nowej drużynie zadebiutowało 19 września 2017 w wygranym 1:0 meczu Pucharu Ligi z Barnsley F.C. 6 grudnia 2017 zadebiutował w Lidze Mistrzów w wygranym 3:0 spotkaniu z APOEL FC, natomiast 3 listopada 2018 po raz pierwszy wystąpił w Premier League, w wygranym 3:2 pojedynku z Wolverhampton Wanderers.

### Villareal CF
W październiku 2020 został wypożyczony na sezon do hiszpańskiego klubu Villarreal CF, w trakcie którego wygrał rozgrywki Ligi Europy.
Po sezonie klub zdecydował się na jego wykupienie za kwotę 15 milinów euro.

## Kariera reprezentacyjna
Jest byłym młodzieżowy reprezentantem Argentyny. W seniorskiej reprezentacji zadebiutował 16 listopada 2018 w wygranym 2:0 meczu z Meksykiem.
Uczestnik Copa América 2019 na którym zdobył brązowy medal.

## Statystyki kariery
Aktualne na dzień 27 lipca 2021.
| Klub              | Sezon   | Ligowe           | Ligowe | Ligowe | Puchar kraju | Puchar kraju | Puchar ligi | Puchar ligi | Międzynarodowe | Międzynarodowe | Razem | Razem |
| Klub              | Sezon   | Liga             | Mecze  | Gole   | Mecze        | Gole         | Mecze       | Gole        | Mecze          | Gole           | Mecze | Gole  |
| ----------------- | ------- | ---------------- | ------ | ------ | ------------ | ------------ | ----------- | ----------- | -------------- | -------------- | ----- | ----- |
| Estudiantes       | 2016–17 | Primera División | 7      | 0      | 0            | 0            | —           | —           | 2              | 0              | 9     | 0     |
| Tottenham         | 2017–18 | Premier League   | 0      | 0      | 5            | 0            | 2           | 0           | 1              | 0              | 8     | 0     |
| Tottenham         | 2018–19 | Premier League   | 12     | 1      | 2            | 0            | 1           | 0           | 2              | 0              | 15    | 1     |
| Tottenham         | 2019–20 | Premier League   | 4      | 0      | 0            | 0            | 0           | 0           | 3              | 0              | 7     | 0     |
| Tottenham         | Razem   | Razem            | 16     | 1      | 7            | 0            | 3           | 0           | 6              | 0              | 30    | 1     |
| Villarreal (wyp.) | 2020–21 | La Liga          | 16     | 0      | 4            | 0            | —           | —           | 12             | 1              | 32    | 1     |
| Villarreal        | 2021–22 | La Liga          | 0      | 0      | 0            | 0            | —           | —           | 0              | 0              | 0     | 0     |
| Razem             | Razem   | Razem            | 39     | 1      | 11           | 0            | 3           | 0           | 20             | 1              | 73    | 2     |

## Sukcesy

### Tottenham Hotspur
- Finał Ligi Mistrzów UEFA: 2018/2019

### Villareal CF
- Liga Europy UEFA: 2020/2021

### Reprezentacyjne
- Mistrzostwo Świata: 2022
- Superpuchar CONMEBOL–UEFA: 2022
- Brązowy medal Copa América: 2019